# Dominique Borg
Pour les articles homonymes, voir Borg.
Dominique Borg, de son vrai nom Dominique Borgne, née le 12 octobre 1945 à Paris et morte le 15 juillet 2022 à Clamart, est une costumière et actrice française.

## Biographie
Formée au Conservatoire d'art dramatique de Paris par Henri Rollan, René Simon, Antoine Vitez, Dominique Borg monte pour la première fois sur scène à l’âge de 17 ans.
De sa mère d’origine russe, Anne Béranger, chanteuse, productrice, comédienne, danseuse, lui vient son goût pour la polyvalence. Au début de sa carrière, elle crée des rôles, des costumes, des décors.
Depuis, elle participe à de nombreux spectacles. Au théâtre avec entre autres : Antoine Vitez, Denis Llorca, Marcel Maréchal, Bernard Murat, Jorge Lavelli, Jean-Louis Thamin, Roger Louret (L'Arlésienne) et Francis Huster.
Au cinéma avec Claude Lelouch, Christophe Gans, Bruno Nuytten, elle réalise les costumes de Camille Claudel, Tolérance, Les Misérables, Hommes, femmes, mode d'emploi ou Le Pacte des loups pour lequel elle reçoit en 2002, son deuxième César des meilleurs costumes après celui pour Camille Claudel en 1989. 
Sa carrière est aussi couronnée par un Molière en 1991 pour La Cerisaie et un autre en 1997 pour Le Libertin.
Elle crée des costumes pour de nombreux opéras, et collabore pour la danse avec Anne Béranger, Carolyn Carlson, Mitko Sparemblek, Nicole Chirpaz et Maurice Béjart.
Parmi les spectacles musicaux pour lesquels elle a élaboré les costumes, figurent des comédies musicales de Roger Louret : Gospel Caravan, La Java des mémoires, Les Années Twist, Les Z’années Zazous, La vie Parisienne, La Fièvre des années 80 ainsi que d'autres spectacles tels que  Mylenium Tour de Mylène Farmer, Roméo et Juliette, de la haine à l'amour, Les Demoiselles de Rochefort, Le Roi Soleil, Cléopâtre ou Dracula, l'amour plus fort que la mort.

## Théâtre

### Comédienne
- 1969 : Roméo et Juliette de William Shakespeare, mise en scène Denis Llorca, Théâtre de l'Ouest parisien
- 1965 : Des journées entières dans les arbres de Marguerite Duras, mise en scène Jean-Louis Barrault, Odéon-Théâtre de France
- 1970 : Tête d'or de Paul Claudel, mise en scène Denis Llorca
- 1971 : Tête d'or de Paul Claudel, mise en scène Denis Llorca, Comédie de Caen, Théâtre du Vieux-Colombier
- 1971 : La Nuit des rois de William Shakespeare, mise en scène Denis Llorca, Festival du Marais Hôtel d'Aumont
- 1972 : La Nuit des rois de William Shakespeare, mise en scène Denis Llorca, Théâtre de l'Ouest parisien
- 1972 : La Mort des fantômes de Bernard Dabry, mise en scène Denis Llorca, Théâtre de l'Ouest parisien
- 1976 : Falstafe de Valère Novarina, mise en scène Marcel Maréchal, Théâtre du Gymnase
- 1986 : L'Amour-Goût de Crébillon fils, mise en scène Éric-Gaston Lorvoire, Théâtre Mouffetard
- 1989 : L'Amour-Goût de Crébillon fils, mise en scène Éric Lorvoire, Théâtre de l'Œuvre

### Mise en scène
- 2014-2015 : Kinship de Carey Perloff, Théâtre de Paris, avec Isabelle Adjani, Niels Schneider, Vittoria Scognamiglio

## Distinctions
- Chevalier de la Légion d'honneur[1]